# 滨河街道 (北京市)
滨河街道是中国北京市平谷区下辖的一个街道办事处。

## 行政区划
滨河街道下辖14个社区居委会
金谷园、向阳、金谷东园、南小区、北小区、建南、建西、滨河、府前、胜利、平粮、承平园、金海、海关西园。

## 教育
- 北京市平谷中学
- 北京市平谷区第三中学